# 다케다촌 (이바라키현)
다케다촌(武田村)은 이바라키현 나메가타군에 일찍이 존재했던 촌이다. 

## 지리
- 현재의 나메가타시 북동부에 해당한다.
- 촌은 기타우라호 서쪽 해안에 위치하고 있다.
- 촌은 고원과 평지가 뒤섞인 골짜기가 많은 지형이다.

## 역사
- 1889년 4월 1일 - 정촌제 시행에 의해 나메가타군 다케다촌이 성립하였다.
- 1955년 4월 1일 - 쓰스미촌, 가나메촌과 합병해 기타우라정이 성립하여, 동일 다케다촌은 폐지되었다.

## 인구
| 1891년 | 2,373 |
| 1924년 | 3,304 |
| 1935년 | 3,490 |
| 1950년 | 4,933 |

## 참고문헌
- 角川日本地名大辞典編纂委員会『角川日本地名大辞典 8 茨城県』、角川書店、1983年 ISBN 4040010809